# حسن البحيري
حسن البحيري (1921-1998) هو شاعر فلسطيني من مواليد حي وادي النسناس في مدينة حيفا. نال البحيري سنة 1990 وسام القدس تقديرًا لإنجازه الأدبي.

## حياته
ولد حسن البحيري في حي وادي النسناس في حيفا بعد وفاة والده بعدة أشهر فسمي باسمه. كانت حالة أمه، آمنة أبو هواش، صعبة اقتصاديًا بعد وفاة زوجها، ولم تلقى مساعدة من أهل زوجها في قرية الطيرة المجاورة، فتزوّجت من سائق عربة بغال قد تعرّفت عليه، وأنجبت منه عددًا من الأطفال. عامل هذا الرجل حسن بقسوة شديدة مانعًا إياه أن يعيش معهم في البيت، مما اضطره للسكن في اصطبل الدواب، والعمل في أشغال شاقة كالعتالة. وقد اضطرت أمه لاحقًا أخذه إلى ملجأ الأيتام في حيفا وذلك لشدة تعامل زوجها معه، حيث تلقى دروسه الابتدائية فيه، ودرس بكتاتيب المدينة ومن ثم التحق بالمدرسة الأميرية الابتدائية في حيفا.
عندما كان حسن في الصف الرابع الابتدائي توفي زوج أمه مما اضطره ترك تعليمه ليعيل نفسه وأمه واخوته، فعمل في محطة سكة حديد الحجاز عام 1933، وهي المحطة الشرقية بالقرب من حي وادي الصليب. عمل حسن في تنظيف القطارات ومن ثم في دائرة التوظيف التابعة لمصلحة القطار وأتاح له هذا العمل التردد على مصر ومقابلة بعض الأدباء المصريين.
بعد تهجيره وعائلته من حيفا عام 1948، عمل مراقبًا للقسم الأدبي في إذاعة دمشق، ثم رئيسًا لدائرة البرامج الثقافية في المديرية العامة للإذاعة والتلفزيون حتى تقاعده.

صورة قبر حسن البحيري في مقبرة الشهداء باليرموك.

## دواوينه الشعرية
- الأصائل والأسحار، صدر في حيفا سنة 1943.[1]
- أفراح الربيع 1944.
- ابتسام الضحى 1946.
- حيفا في سواد العيون 1973.
- لفلسطين أغني 1979.
- ظلال الجمال 1981.
- الأنهار الظمأى 1982.
- تبارك الرحمن 1983.
- جنة الورد 1989.
- رسالة في عيد 1990.
- لعيني بلادي 1993.
- سأرجع 1994.
- ألوان 1995.
- دعابة بين الجد والهزل 1996.
- خمرة الشعر 1997.

## وفاته
توفي حسن البحيري في مستشفى الشامي في دمشق في الخامس والعشرين من شهر تشرين الأول عام 1998، ودفن في اليوم التالي في مقبرة الشهداء في مخيم اليرموك.